# アングリア・ラスキン大学
アングリア・ラスキン大学（英語: Anglia Ruskin University）は、イギリス・イースト・アングリアに本部を置くイギリスの国立大学。1858年創立、1992年大学設置。大学の略称はARU。起源は、1858年にウィリアム・ジョン・ビーモントによって設立されたケンブリッジ芸術学校である。1992年に大学になり、2005年にジョン・ラスキンにちなんで改名された。
ケンブリッジ、チェルムズフォード、ピーターバラ、ロンドンにキャンパスを持ち、世界中で39,400人の学生が在籍している。また、キングスリン、ウィズベック、ケンブリッジにあるウェスト・アングリア大学とキャンパスを共有し、ベルリン、ブダペスト、トリニダード、シンガポール、クアラルンプールなど世界中の大学と提携している。大学には、ビジネス・法学部、芸術・人文社会科学部、健康・教育・医学・ソーシャルケア学部、理工学部の4つの学部があり、イングランド東部最大規模のビジネススクールは約100名の専任教員と100カ国以上から集まった約7,200名の学生を擁している。
2024年、アングリア・ラスキン大学は英国初のNCEE起業家大学賞を受賞。2023年、チャリティのための募金活動である社会的流動性賞で年間最優秀大学のタイトル、持続可能性を評価され全英グリーンガウン賞を受賞。教育面では、Teaching Excellence Framework金賞を受賞し、タイムズ・ハイヤー・エデュケーションにおいて、ユニバーシティ・オブ・ザ・イヤーの最優秀賞を受賞した。2022年、ビジネス・法学部は中小企業憲章賞を受賞。2021年、世界をリードする音楽療法研究に対して、The Queen's Anniversary Prizeを受賞。医学部は、2019年ケント公エドワード王子によって、チェルムスフォードキャンパスで正式に開校された。2016年、ロイズバンク・ナショナルビジネスアワードの大学起業家賞（Duke of York Award for University Entrepreneurship）を受賞。2014年、Times Higher Education AwardsでEntrepreneurial University of the Yearを受賞。

## ランキング
アングリア・ラスキン大学は、世界で最も上昇志向の強い大学のひとつに選ばれている。Times Higher Education が発行した世界の高等教育における「新星」20校の一つとしてアングリア・ラスキンが含まれている。アングリア・ラスキンは、英国の大学として唯一、トップ 20 にランクインしている。「新星」のうち9校は米国にあり、オーストラリア、韓国、日本、ドイツ、フィンランドの大学が上位を占めた。
アングリア・ラスキン大学は、2023年度のTHE世界大学ランキングによって、世界のトップ350大学内にランクインし、英国国内では共同39位。2017年から2023年までのTHE世界大学ランキングで、常に301-350位にランクインしている。
2021年リサーチ・イングランドの報告書によるとアングリア・ラスキン大学は、スキル、エンタープライズ、起業家精神において英国の高等教育機関の上位10％に、地域の成長と再生において上位20％に入った。
2023年、英国の高等教育統計局（HESA）は、アングリア・ラスキン大学が就職および/または進学した卒業生の数で国内上位15％に入ったと発表した。 アングリア・ラスキン大学は、マネージャー、ディレクター、上級職員として就職した卒業生で英国3位となった。又、タイムズ・ハイヤー・エデュケーションは、ARUロンドンを英国の高等教育機関の中で総合的にポジティブな大学として3位にランク付けした。
英国の大学ランキングにおいて、Complite University Guide 2023では英国130校中117位、Gurdian University Guide 2022では121校中80位、Good University Guide 2022では英国132校中120位にランクインしている。
2022年度のTHE世界大学ランキングにおいて、Impact Rankings「Good Health and Wellbeing」のカテゴリーで、世界1,101大学中、総合20位、昨年より16スポット上昇し英国の大学では1位となる。

## 日本での学位授与
日本では株式会社エグゼクティブ・ジャパンがアングリア・ラスキン大学のMBA取得Top-Upプログラムを運営している。まず同社の運営するエグゼジャパン・ビジネススクールにてポストグラデュエート・ディプロマを取得すると、アングリア・ラスキン大学のMBAコースへの入学が許可される。その後アングリア・ラスキン大学にて科目履修・修士論文提出することでMBA取得が可能となる。また株式会社mt.Careerが学士取得Top-Upプログラムを運営している。